# Meinrad Landolt
Meinrad «Meini» Landolt (geboren am 14. Juli 1967) ist ein ehemaliger Schweizer Handballtorhüter, Torhütertrainer und ehemaliger Präsident von Pfadi Winterthur.

## Karriere
Landolt durchlief bei Pfadi Winterthur sämtliche Juniorenstufen und hütete bis 1997 das Tor der ersten Mannschaft. Mit den Winterthurern wurde er in den 1990er-Jahren fünfmal Schweizer Meister und gehörte zwischen 1988 und 1991 zur Schweizer Nationalmannschaft, für die er 34 Spiele absolvierte. Nach Karriereende betätigte er sich bei der Pfadi zuerst als Torhütertrainer, ab 2004 als Leiter Breitensport, ab 2005 als Mitglied des Vorstandes und ab 2006 als Vizepräsident. Nach einem Auslandaufenthalt war er 2009 bis 2013 Präsident des Vereins, in seine Präsidentschaft fällt ein Cupsieg des Vereins.

## Erfolge
- Schweizer Meister: 1992, 1994, 1995, 1996, 1997